# Cantó de Châtillon-sur-Loire
El cantó de Châtillon-sur-Loire és un cantó francès del departament de Loiret, situat al districte de Montargis. Té sis municipis i el cap és Châtillon-sur-Loire.

## Municipis
- Autry-le-Châtel
- Beaulieu-sur-Loire
- Cernoy-en-Berry
- Châtillon-sur-Loire
- Pierrefitte-ès-Bois
- Saint-Firmin-sur-Loire

## Història
| Data d'elecció                           | Identitat          | Partit                    | Qualitat |
| ---------------------------------------- | ------------------ | ------------------------- | -------- |
| 1945-1967                                | Pierre Dezarnaulds | radical                   |          |
| 1967-1979                                | M. Legras          | Divers gauche, després PS |          |
| 1979-1994                                | Jean Roblin        | PS                        |          |
| 1994-2011                                | Jacques Girault    | Divers gauche             |          |
| 2011-                                    | Emmanuel Rat       | Divers droite             |          |
| les dades anteriors no són pas conegudes |                    |                           |          |
|                                          |                    |                           |          |

## Demografia
| A partir de 1990: Població sense dobles comptes |